# Palacio de Thurn und Taxis

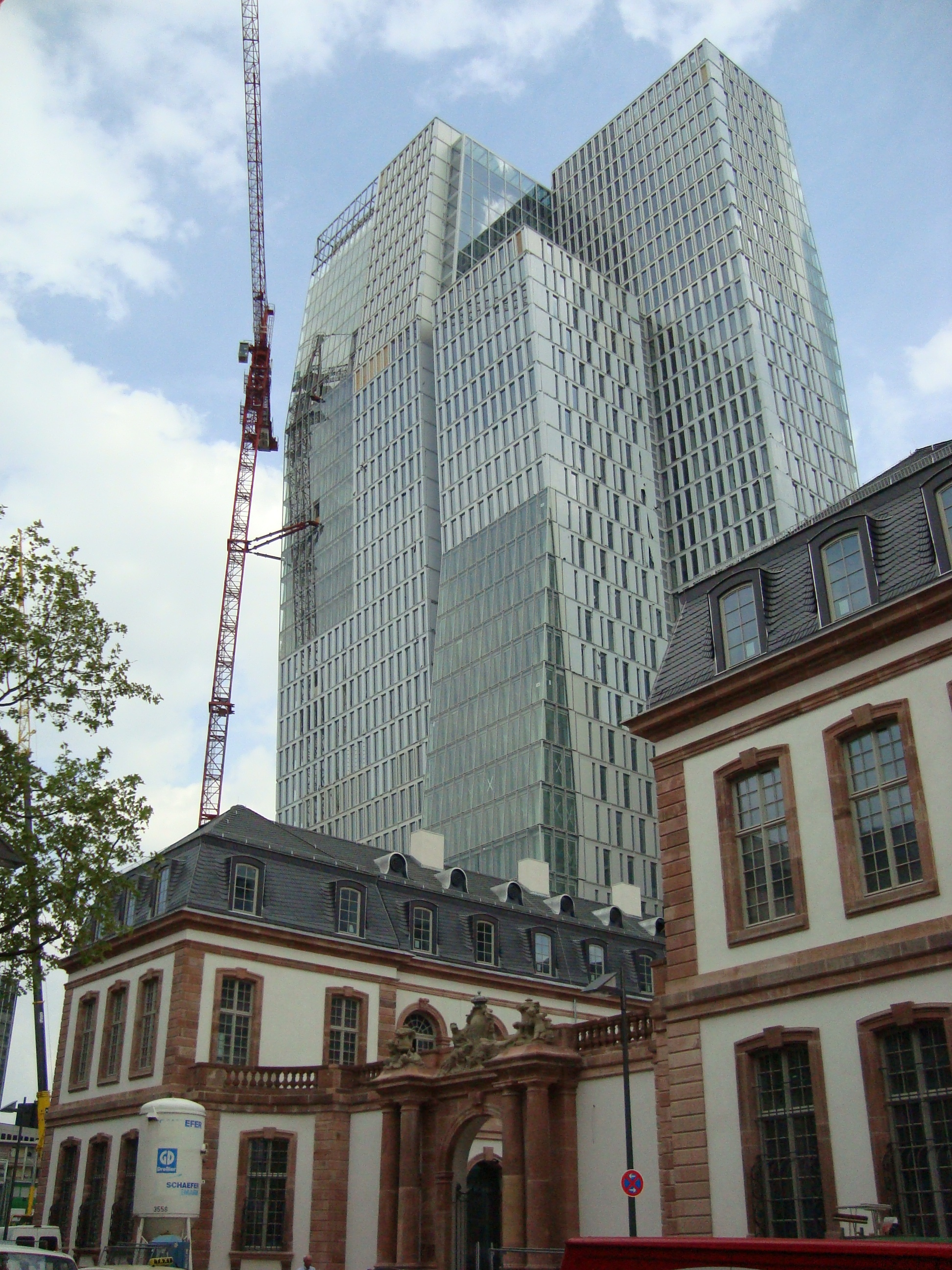
El recién construido Palacio de Thurn und Taxis en 2009.

El Palacio de Thurn und Taxis (en alemán Palais Thurn und Taxis, pronunciación en alemán: /paˈleː ˈtuːɐ̯n ʔʊnt ˈtaksɪs/) en Fráncfort, Alemania, fue construido entre 1731 y 1739 por Robert de Cotte y encargado por el Maestro de Postas Imperial, el Príncipe Anselmo Francisco de Thurn y Taxis (1714-1739).
El edificio fue gravemente dañado en la II Guerra Mundial y después demolido. En la actualidad una reconstrucción alberga algunos comercios.

## Historia
En 1748 el palacio era la sede administrativa de la oficina de correos imperial, entonces operada por la familia Thurn y Taxis, y entre 1805 y 1813 fue la residencia del Príncipe Primado y Gran Duque de Fráncfort, Karl Theodor von Dalberg. Después de la restauración de la Ciudad Libre de Fráncfort, albergó el Bundestag de la Confederación Germánica entre 1816 y 1866.
En 1895 el Príncipe Alberto I de Thurn y Taxis vendió el Palais al Correo Imperial. En 1905 la ciudad de Fráncfort asumió el control del palacio y lo destinó al Museo Etnográfico para las colecciones del explorador africano Leo Frobenius.

### Demolición & reconstrucción
Durante 1943 y 1944 el palacio fue gravemente dañado en el bombardeo de Fráncfort del Meno en la II Guerra Mundial, pero gran parte de la estructura se preservó, así como algunas pinturas del techo y estucos. Aunque la reconstrucción era posible, habría sido demasiado costosa, de tal modo que la mayor parte del edificio fue demolida en 1951. Las partes que permanecieron del edificio eran de hecho nuevas construcciones hechas de secciones del original, con hormigón reforzado moderno y sin la cubierta en mansardas. 
Entre 2004 y 2010 el palacio ha sido reconstruido como parte del desarrollo del Palais Quartier.